# November 1935
| Deze maand |
| --- |
| - Italië rukt op in Abessinië - Koning George II keert terug naar Griekenland - Gemenebest van de Filipijnen gevormd |

De volgende gebeurtenissen speelden zich af in november 1935. Sommige gebeurtenissen kunnen één of meer dagen te laat zijn vermeld doordat ze op de datum staan aangegeven waarop ze in het nieuws kwamen in plaats van de datum waarop ze werkelijk hebben plaatsvonden.
- 2: Bij een aanslag raakt de Chinese premier Wang Tsjing-Wei gewond.
- 2: In een toespraak in Saarbrücken stelt Hermann Göring dat er geen problemen tussen Duitsland en Frankrijk meer bestaan, en roept op tot vriendschap tussen de beide landen.
- 3: De begindatum van de economische sancties tegen Italië wordt vastgesteld op 18 november.
- 3: Italië stelt dat het in een eventueel vredesverdrag niet bereid is om het reeds veroverde deel van Abessinië weer prijs te geven.
- 3: In een referendum in Griekenland is een overweldigende meerderheid (98%) voor de terugkeer naar de monarchie.
- 4: In Denemarken wordt een zestal ministers vervangen.
- 4: Binnen-Mongolië verklaart zich onafhankelijk.
- 4: Duitsland en Polen sluiten een handelsverdrag.
- 4: In China worden belangrijke monetaire maatregelen genomen. Er wordt een Centrale Bank opgericht, die in de toekomst als enige bankbiljetten mag uitgeven. De devaluatie van de Chinese dollar wordt officieel gemaakt, maar in de toekomst zal de munt op de huidige waarde blijven, gekoppeld aan de waarde van het zilver. Hiertoe zal de regering zilverreserves aankopen en worden de uitvoerrechten op zilver van 40,5% naar 65% verhoogd.
- 6: Japan stelt zijn eisen tegenover China. Onder de eisen zijn:
  - Excuses en schadeloosstelling voor de moord op een Japanse gendarme in Lanzhou.
  - Uitbreiding van de gedemilitariseerde zone in Hopei, waardoor deze tot nabij Peking reikt
  - Arrestatie van bepaalde leden van anti-Japanse organisaties
- 6: De wereldtentoonstelling 1935 in Brussel wordt gesloten.
- 6: In Alexandrië staken de havenarbeiders tegen de toenemende Britse militaire invloed in Egypte.
- 6: Henry, de hertog van Gloucester trouwt met Alice Scott.
- 6: De sancties tegen Italië worden op Canadees voorstel uitgebreid met een boycot op het gebied van aardolie, ijzer en steenkool.
- 7: De Tsjechoslowaakse premier Jan Malypetr treedt af, en wordt vervangen door de minister van landbouw Milan Hodža.
- 7: Abessinië roept de Verenigde Staten op zich bij de sancties van de Volkenbond aan te sluiten.
- 7: De Stahlhelm wordt ontbonden.
- 8: Duitsland en Brazilië (beiden geen lid van de Volkenbond) verklaren niet aan de sancties tegen Italië mee te zullen doen.
- 8: Italië verbreekt de sportbetrekkingen met alle landen die meedoen met de sancties tegen het land.
- 8: De Italianen veroveren Mek'ele.
- 10: Het Koninklijk Nederlands Gymnastiek Verbond besluit niet deel te nemen aan de Olympische Zomerspelen 1936 in Berlijn.
- 11: Italië bezet Sasat Banih en Scelicot.
- 11: Tembien is geheel in Italiaanse handen.
- 11: Voor de eerste keer vindt een veroordeling plaats op grond van de Rassenwetten van Neurenberg. Een Poolse Jood krijgt 9 maanden gevangenisstraf vanwege het hebben van omgang met een Arische vrouw.
- 11: De Nederlandse regering meldt wijzigingen te overwegen 1 artikelen 7 (vrijheid van drukpers) en 194 (mogelijkheid andere dan in de grondwet genoemde organen wetsbevoegdheid te geven) van de grondwet.
- 11: De Vlaams-katholieke volksvertegenwoordigers in de Belgische parlementen besluiten in het parlement in regel enkel nog Nederlands te spreken.
- 11: De Amerikanen Albert William Stevens en Orvil Anderson bereiken met behulp van een ballon een recordhoogte van 22.612 meter.
- 12: In Duitsland wordt de export van bepaalde levensmiddelen en grondstoffen verboden.
- 13: In Caïro en andere Egyptische steden vinden anti-Britse rellen plaats.
- 14: Hans Thost, correspondent van de Völkischer Beobachter in het Verenigd Koninkrijk, wordt door dat land uitgewezen.
- 14: Abessinië vecht terug tegen de Italianen bij Mek'ele en Azbi Bera.
- 14: Bij Lagerhuisverkiezingen in het Verenigd Koninkrijk behaalt Labour een overwinning, en stijgt van 57 naar 154 van de 615 zetels, maar de door de Conservatieven beheerste 'Nationale Regering' behoudt een ruime meerderheid (coalitie van 505 naar 434 zetels, Conservatieven van 451 naar 387 zetels). Belangrijke politici die hun zetel verliezen zijn Ramsay MacDonald en diens zoon Malcolm MacDonald.
- 14: De Filipijnen worden een gemenebest onder een constitutionele regering, de eerste stap naar onafhankelijkheid.
- 14: De eerste verordeningen betreffende de Rassenwetten van Neurenberg worden gepubliceerd:
  - Voorlopig gelden als Rijksburgers Duitsers (Ariërs of halfjoden, maar geen Joden) die ten tijde van afkondiging van de wet stemrecht hadden
  - Joden mogen geen ambtenaar worden of blijven
  - Als Jood gelden mensen met minimaal 3 Joodse grootouders, en mensen met 2 Joodse grootouders die tot het joodse geloof behoren of met een Jood getrouwd zijn
  - Halfjoden hebben toestemming nodig om met Ariërs te trouwen, kwartjoden mogen niet met andere kwartjoden trouwen.
- 15: De Italianen veroveren Azbi.
- 15: De Italianen bombarderen Degehabur.
- 15: Manuel Quezon wordt beëdigd als eerste president van het Gemenebest van de Filipijnen.
- 16: Generaal Emilio de Bono, de Italiaanse bevelhebber in Oost-Afrika, wordt tot maarschalk gepromoveerd en naar Italië teruggeroepen. Hij wordt in Oost-Afrika vervangen door maarschalk Pietro Badoglio.
- 18: Italië neemt tegenmaatregelen tegen de landen die aan de sancties tegen Italië meedoen. Gezamenlijk maken deze sancties en tegensancties feitelijk alle handel onmogelijk.
- 18: De sancties tegen Italië treden in werking.
- 19: De Nobelprijs voor de Natuurkunde wordt toegekend aan James Chadwick voor de ontdekking van het neutron. De Nobelprijs voor de Scheikunde wordt toegekend aan het echtpaar Joliot-Curie voor hun ontdekking van de kunstmatige radioactiviteit.
- 20: De Antroposofische Vereniging wordt in Duitsland verboden.
- 23: De Britse regering wordt met relatief kleine wijzigingen voortgezet.
- 23: De Bulgaarse regering-Toshev treedt af. Er wordt een nieuw kabinet gevormd onder leiding van Georgi Kyoseivanov.
- 24: De beslissing over de instelling van een olieboycot tegen Italië wordt uitgesteld.
- 25: Yin Ju-keng verklaart Oost-Hopei onafhankelijk.
- 25: Koning George II komt aan in Griekenland.
- 25: Op de Filipijnen wordt de dienstplicht ingevoerd.
- 26: Diverse katholieke organisaties en organen in Duitsland worden verboden.
- 27: Heinrich Sahm, eerste burgemeester van Berlijn, wordt uit de NSDAP gezet.
- 27: De Mexicaanse nationaalsocialistische organisatie de Goudhemden wordt na een grote protestbetoging door de Senaat ontbonden.
- 27: De Italianen trekken zich terug, in het noorden van Mek'ele naar Adigrat, in het zuiden van Gerlogoebi en Gorrahei naar Wal Wal.
- 28: In Italië worden alle landbouwverloven van militairen ingetrokken.
- 28: De Nederlandse schrijver A. den Doolaard, die als journalist in Wenen verbleef, wordt uit Oostenrijk uitgezet.
- 30: In Griekenland wordt een nieuwe regering gevormd met als premier Konstantinos Demertzis.

En verder:
- Vanwege een gebrek aan deviezen bij de regering, wordt in Duitsland overwogen levensmiddelenkaarten in te voeren. Adolf Hitler verzet zich echter tegen deze plannen van minister Hjalmar Schacht.
- Het wrak van de Lusitania wordt ontdekt nabij de Ierse kust.
- In Maceió en Recife in Noord-Brazilië is een communistische opstand gaande.
- Antisemitische studenten in Warschau begaan excessen tegen Joodse studenten.

<< · januari · februari · maart · april · mei · juni · juli · augustus · september · oktober · november · december · >>